# شيري أندرسون
شيري أندرسون هي لاعبة كرلنغ كندية، ولدت في 6 يناير 1964 في برينس ألبرت في كندا.

## وصلات خارجية
- شيري أندرسون على موقع الاتحاد الدولي للكرلنغ (الإنجليزية)